# Hormuzský průliv

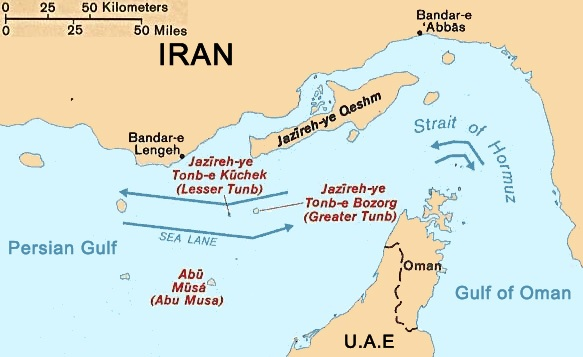
Mapa Hormuzského průlivu

Hormuzský průliv (arabsky مضيق هرمز‎ Maḍíq Hurmuz, persky تنگه هرمز‎ Tange-je Hormoz) je průliv mezi Perským zálivem a Ománským zálivem, který je částí Arabského moře. Odděluje také ománský poloostrov Musandam na jihu od asijské pevniny (Íránu) na severu. Jako jediná spojnice mezi Perským zálivem a oceánem patří mezi nejdůležitější strategická místa na světě. Průlivem se dopravuje okolo 20 % vytěžené ropy na světě a 35 % ropy přepravované po moři. V roce 2011 tudy denně proplulo v průměru 14 tankerů se 17 miliony barelů (tj. 2,7 milionů m³) ropy. Asi 85 % z tohoto objemu putovalo na asijské trhy, především do Japonska, Indie, Jižní Koreje a Číny.
Průliv je 150 km dlouhý, v nejužším bodě má šířku 54 km a jeho hloubka se pohybuje od 10 do 220 m. Jsou zde ostrovy Hormuz, Kešm a Larek.
V letech 1507–1622 průliv ovládali Portugalci a dodnes se na ostrově Hormuz dochovaly zbytky jejich pevnosti.
3. července 1988 zde americký křižník USS Vincennes sestřelil íránské dopravní letadlo Airbus A300 na jehož palubě zahynulo 290 osob.
8. ledna 2007 se zde srazila americká ponorka USS Newport News s japonským tankerem MV Mogamigawa a srážka se obešla bez zranění a úniku ropy do moře.
Írán několikrát pohrozil uzavřením průlivu v případě napadení Izraelem a USA nebo při uvalování embarga na obchodování s Íránem. Dne 22. června 2025 íránský parlament hlasoval pro uzavření Hormuzského průlivu v reakci na nedávné americké útoky na íránská jaderná zařízení během Izraelsko-íránské války. Rozhodnutí čeká na schválení Nejvyšší radou národní bezpečnosti Islámské republiky.